# Randalls of Uxbridge

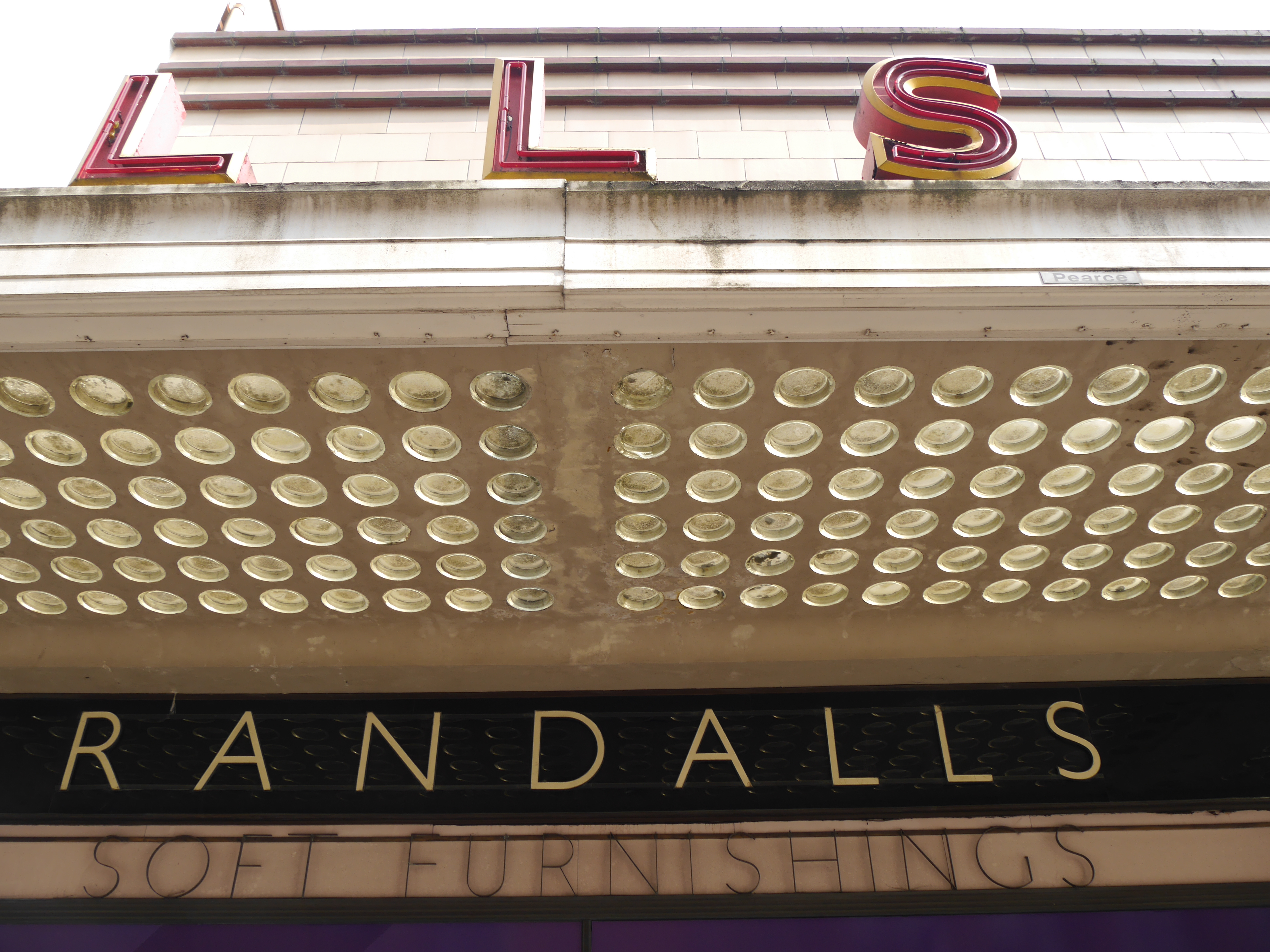
Randalls van Uxbridge, 2016

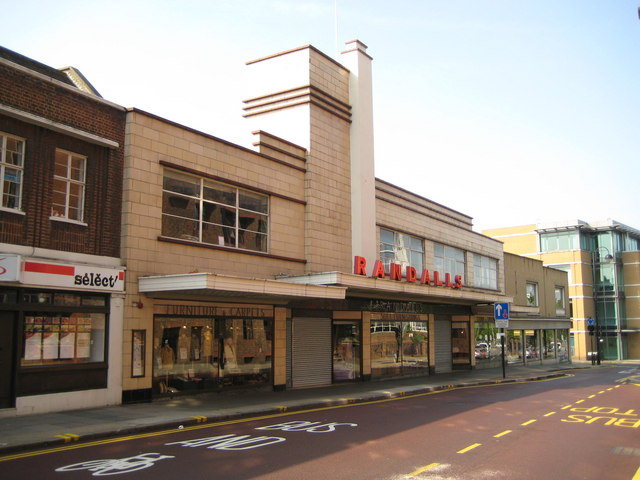
Randalls van Uxbridge, 2008

Randalls of Uxbridge was een Brits warenhuis in familiebezit in Vine Street, Uxbridge, dat 123 jaar actief was tot het in januari 2015 werd gesloten. De winkel verkocht voornamelijk huishoudelijke artikelen en meubels, maar ook designer herenkleding.

## Geschiedenis
Randalls werd opgericht in 1891 en de huidige winkel werd gebouwd in 1937-38 en ontworpen door William Eves (1867-1950). De winkel is ontworpen in de stijl van de jaren '30 met een gevel met crèmekleurige faience-tegels. Tijdens de Tweede Wereldoorlog werd de winkel beschuldigd van advertenties die destijds de censuurregels overtraden.  In 2008 werd het gebouw een beschermd monument.
In januari 2015 werd de winkel gesloten. Op het moment van sluiting waren slechts vijf letters van de winkelnaam goed verlicht op de winkelpui. De laatste eigenaar van de winkel was parlementslid John Randall, de vijfde generatie van de eigenaarsfamilie. Volgens Randall had de sluiting van de winkel verschillende oorzaken, waaronder de opkomst van online winkelen en nulurencontracten.
In oktober 2015 werd het gebouw aangekocht door Inland Homes, die het gebouw herontwikkelde voor gemengd gebruik.

## Trivia
Het warenhuis werd gebruikt als locatie voor de Britse sitcom Only Fools and Horses.